# Nikhil Poojary
Nikhil Chandra Shekhar Poojary (* 3. September 1995 in Mangaluru, Karnataka) ist ein indischer Fußballspieler.

## Karriere

### Verein
Nach einigen Stationen gehörte er ab 2015 der Jugend von East Bengal an. Ab der Sommer 2015 ging er von der U18 dann auch in die erste Mannschaft über und verblieb hier bis Mitte des Jahres 2018, wo er sich dann dem ISL-Franchise FC Pune City anschloss. Seit dem Ende des Franchise nach der Saison 2018/19 gehört er seitdem dem Kader des Hyderabad FC an, welcher den Platz von Pune einnahm. Mit diesen wurde er in der Spielzeit 2022 Meister.

### Nationalmannschaft
Sein erstes bekanntes Spiel für die indische Nationalmannschaft war am 19. August 2017 bei einem 2:1-Freundschaftsspielsieg über Mauritius. Nach einem weiteren Freundschaftsspieleinsatz war er dann auch bei der Südasienmeisterschaft 2018 dabei, wo seine Mannschaft im Finale den Malediven unterlag.
Nebst weiteren Freundschaftsspielen kam er dann im September 2019 auch bei einem Qualifikationsspiel für die Weltmeisterschaft 2022 einmal zum Einsatz. Nachdem er danach für gut vier Jahre keine weiteren Spiele im Trikot der Nationalmannschaft bestritten hatte, kamen ab Juni 2023 weitere Spiele hinzu, was für ihn auch die Teilnahme an der Südasienmeisterschaft 2023 bedeutete, bei welcher er mit seinem Team diesmal den Titel gewann. Ende des Jahres kamen noch weitere Qualifikationsspiele für die Weltmeisterschaft 2026 dazu.
Am 30. Dezember 2023 wurde er für den finalen Kader bei der Asienmeisterschaft 2024 nominiert. Bei der 0:2-Auftaktniederlage gegen Australien stand er dann auch in der Startelf.